# Elisabet av Serbien
Elisabet av Serbien, död 1331, var en drottning av Bosnien 1284–1314 som gift med kung Stefan I av Bosnien.  Hon var Bosniens regent under år 1314 för sin minderåriga son Stefan I av Bosnien. 